# Гоциридзе, Русудан
Русудан Гоциридзе (груз. რუსუდან გოცირიძე; род. 8 февраля 1975, Тбилиси) — епископ Евангелическо-баптистской церкви Грузии и активистка за права женщин. Она была первой женщиной-баптистским епископом в Грузии. Русудан выступала против гендерного насилия и за равенство женщин, а также создавала межконфессиональные диалоги для поддержки религиозных меньшинств. Она также была одним из первых членов религиозной общины в Грузии, публично поддержавших права ЛГБТ-сообщества. Русудан выступала VI Форуме ООН по вопросам меньшинств о религиозных меньшинствах в Грузии.
В 2014 году она получила Международную женскую премию за отвагу.